# Fulda (fiume)
Il Fulda è un fiume tedesco lungo circa 221 km che scorre in Assia prima di confluire con la Werra nel fiume Weser, in Bassa Sassonia. Il suo bacino idrografico è di circa 6.932 km².
Il fiume nasce nella parte dei monti Rhön appartenenti all'Assia (precisamente dal Wasserkuppe), e termina il suo corso fra il Kaufunger Wald ed il Reinhardswald sfociando nel Weser presso Hann. Münden.

## Corso del fiume

### Sorgenti

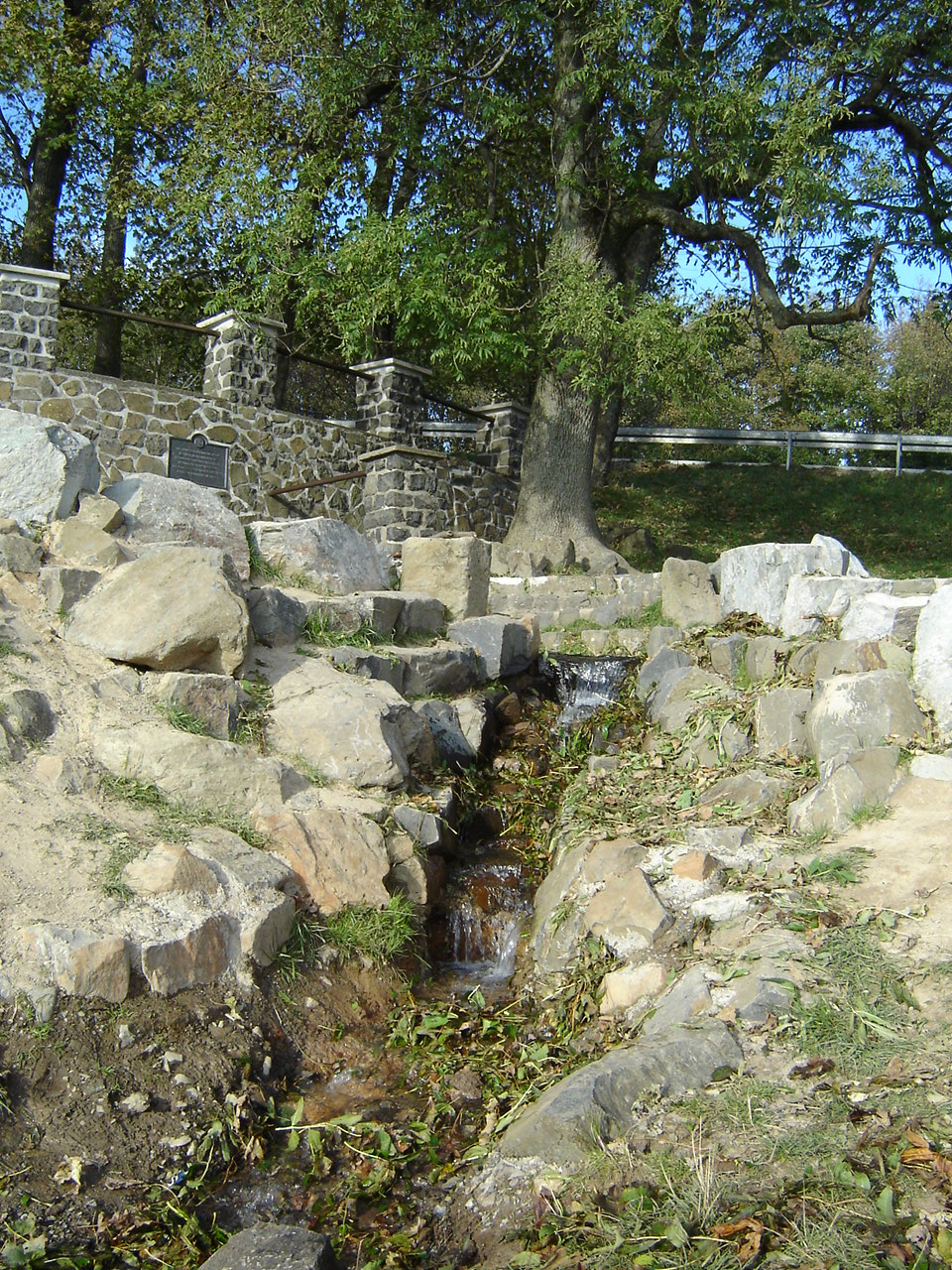
Fonti della Fulda riunite a sud-est

Entrambe le sorgenti della Fulda si trovano a circa 850 m s.l.m., fra i 600 ed i 1200 m a sud-est del Wasserkuppe (950 m s.l.m. circa), tra Poppenhausen-Abtsroda e Gersfeld-Obernhausen.
Le coordinate geografiche delle sorgenti della Fulda sono:
- Sorgente di nord-ovest 50°29′40″N 9°56′42″E
- Sorgente di sud-est 50°29′31″N 9°57′12″E

Le sorgenti della Fulda possono essere raggiunte con la strada statale 3068, che incrocia presso Hilders-Dietges la statale B 458 e come parte del Hochrhön-Ring in direzione sud passando da Abtsroda dopo Obernhausen verso la strada statale B 284 conduce ad esse.
Su una tavola presso il Wasserkuppe si trovano questi versi, che vengono appresi in quasi tutte le scuole elementari del circondario:
(Versi scritti su una Tavola al Wassergruppe)

### Corso superiore
Dal Wasserkuppe la Fulda scorre in direzione sud verso Gersfeld e fino a quel punto, dopo soli 6 km di percorso ha già superato 368 m di dislivello. Dopo percorre alcuni chilometri in direzione ovest verso Eichenzell, ove piega verso nord e raggiunge, ad un livello di 275 m s.l.m., la città di Fulda.

### Medio corso
Alla destra della Fulda si trova qui il gruppo montuoso del Vogelsberg ed alla sinistra quello del Kuppenrhön. Poco più oltre, a nord, la Fulda raggiunge il sobborgo della città di Fulda di nome Lüdermünd, che prende il nome dal fatto che qui sfocia nella Fulda il fiume Lüder, per poi passare per il territorio del comune di Schlitz, ove riceve le acque dello Schlitz, quindi per la località di Niederaula (parte di Niederjossa), ove riceve le acque di un altro affluente, il Jossa, raggiungendo poi la città di Bad Hersfeld, ove riceve le acque degli affluenti Haune, Geisbach e Solz.
Successivamente, dopo esser passata tra il Knüllgebirge ed il Seulingswald, riceve le acque del Rohrbach. Qui piega in direzione nord-est e si dirige verso il monte Stölzinger, compiendo una curva verso nord-ovest.
La Fulda oltrepassa Bebra e Rotenburg ed a Malsfeld riceve le acque del fiume Beise. Riceve quindi presso Obermelsungen quelle della Pfieffe ed a Melsungen quelle del Kehrenbach. Poco a sud di Körle vi confluisce il Mülmisch.

### Corso inferiore

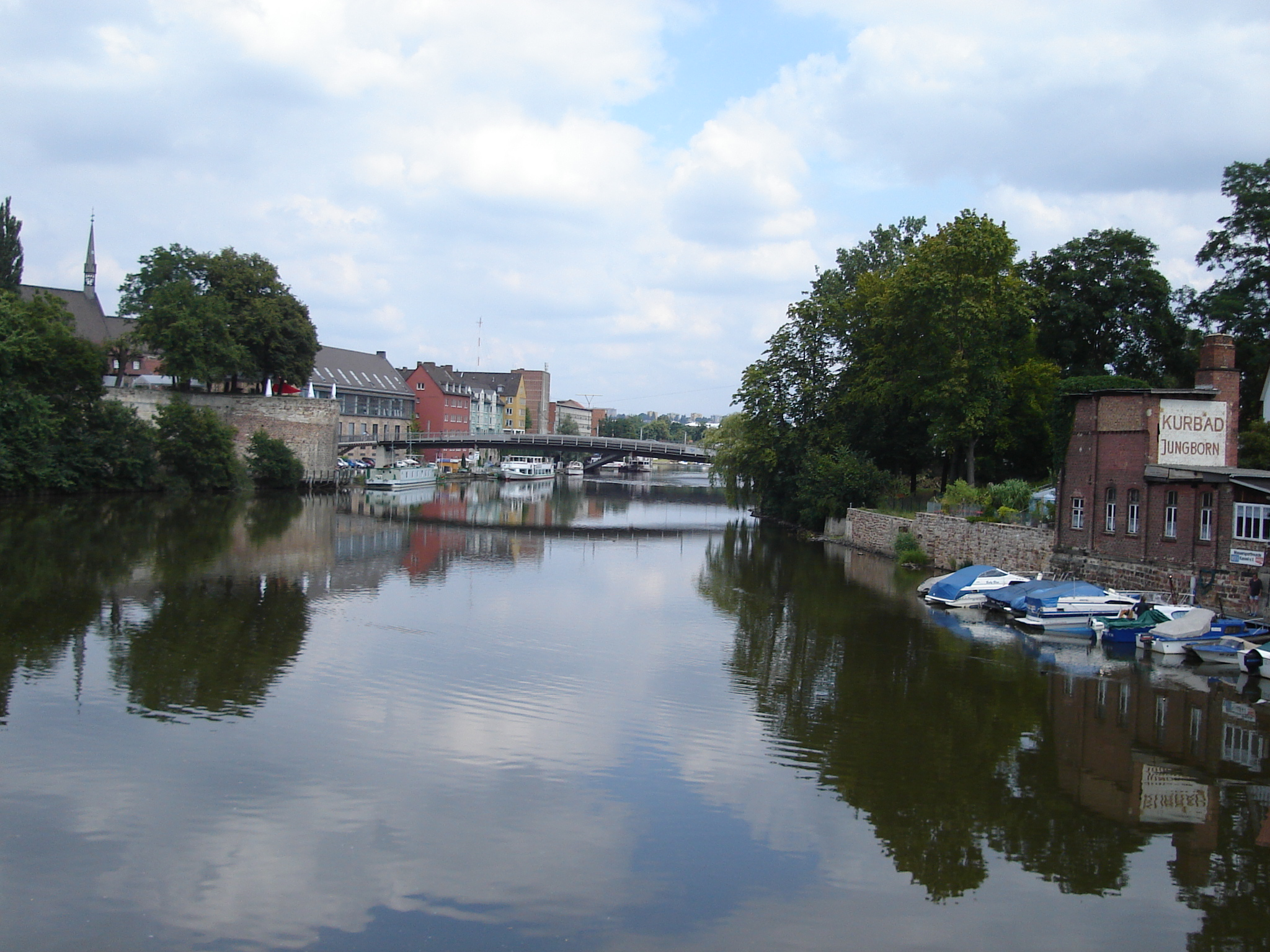
La Fulda a Kassel

Dopo la seconda ansa presso Guxhagen, a Grifte, sobborgo di Edermünde, confluisce nella Fulda il suo maggior affluente, il fiume Eder.
Il Fulda riceve ancora la fra Bettenhausen e Sandershausen il fiume Losse, fra Niestetal-Sandershausen e Kassel-Wolfsanger la Nieste, mentre a Kassel confluiscono nella Fulda la Drusel (Kleine Fulda), l'Ahne e la Wahle.
Dopo Kassel il Fulda funge, a parte un breve tratto, da confine meridionale alla Bassa Sassonia, ricevendo le acque della Espe presso Fuldatal-Simmershausen.

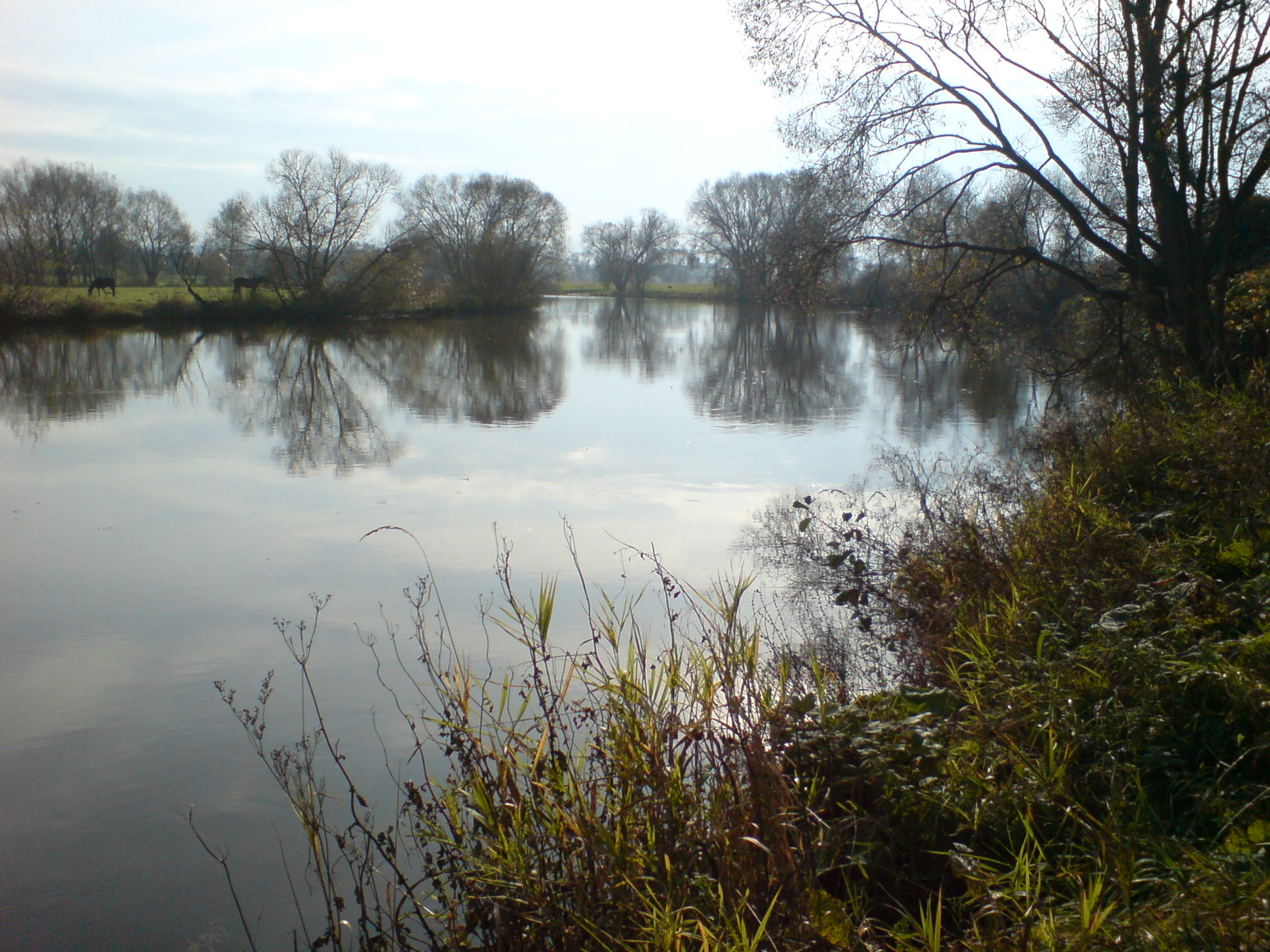
La Fulda sotto Kassel

### Foce
A circa 32 km ancora a nord-est di Kassel la Fulda raggiunge Hann. Münden, nel cui territorio si unisce al Werra per poi confluire nel fiume Weser.

## Navigabilità

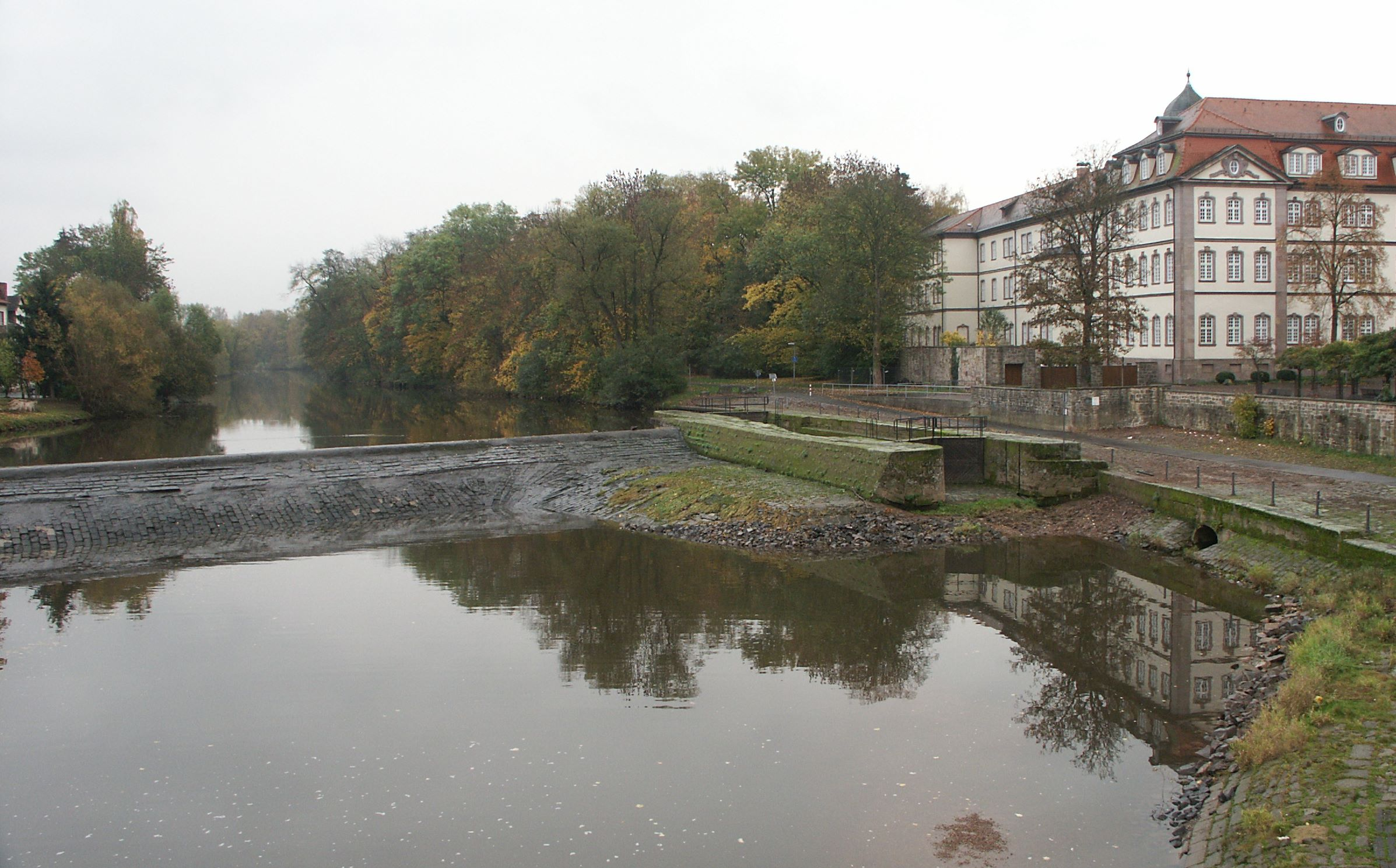
Chiusa del XVI secolo a Rotenburg

Il landgravio Maurizio d'Assia-Kassel rese navigabile la Fulda fino a Hersfeld grazie ad una serie di chiuse realizzate negli anni 1601 e 1602 (a Rotenburg ne esiste ancora una risalente a quei tempi). A Melsungen vivevano nel 1805 ancora 15 famiglie di naviganti del fiume e nel cimitero cittadino di Bad Hersfeld una lapide ricorda una delle famiglie di naviganti di quel tempo. La navigazione sulla Fulda terminò già dal 1849, quando fu realizzata la tratta ferroviaria Kassel-Bebra.
La Fulda venne canalizzata dal 1890 con la costruzione di sbarramenti, cinque di questi furono creati fra Bebra e Kassel e altri otto fra Kassel ed Hann. Münden, che tuttavia furono ristrutturate, eliminate o integralmente sostituite negli anni settanta così che oggi, nel corso inferiore della Fulda, ve ne sono solo più cinque. La più alta si trova poco distante, nel senso della corrente, presso Wahnhausen, che presenta un'altezza di 8,48 m. La Fulda può essere navigata da Kassel fino a Hann. Münden: in estate le sue acque sono solcate da barche a motore, a remi e canoe. All'inizio del XX secolo la Fulda doveva diventare parte di un gigantesco sistema di canali. Fu così pianificata la costruzione di una via d'acqua dal Mare del Nord, così come dal mar Baltico fino al Mar Nero attraverso i fiumi Weser, Fulda, Kinzig, Meno e Danubio. Era previsto anche un tunnel fino ad 8 km di lunghezza per attraversare catene montuose. Presso Bergshausen (circa 10 km a sud-est di Kassel) fu iniziata persino l'erezione di una diga. Alla fine del 1920 però l'intero progetto venne abbandonato.

## Storia

### La Piccola Fulda
Nel territorio di Kassel esiste ancor oggi la Piccola Fulda (Kleine Fulda in tedesco) che altro non è che il corso inferiore della Drusel. Il nome trae origine dallo sviluppo storico della Karlsaue, un parco di circa 1,5 km² presso Kassel, quando questo venne circondato da entrambe le parti dalla Fulda ed il ramo occidentale fu chiamato la Piccola Fulda. Con l'ulteriore sviluppo ed allestimento del parco nel Medioevo questo ramo fu in parte interrato e il precedente alveo della Piccola Fulda collegata al Küchengraben, uno stagno piuttosto bislungo. La parte finale del ramo è a tuttora canalizzata come corso inferiore della Drusel e porta il nome di Piccola Fulda.

### Der Weserstein
Alla confluenza della Fulda con la Werra, che determina la nascita di un unico fiume, il fiume Weser, vi è una grossa pietra che dal luglio 1899 porta scolpita questa scritta:
Und hier entsteht durch diesen Kuss
Deutsch bis zum Meer der Weser Fluss.»
(Hann. Münden, 31 luglio 1899)

## Portata

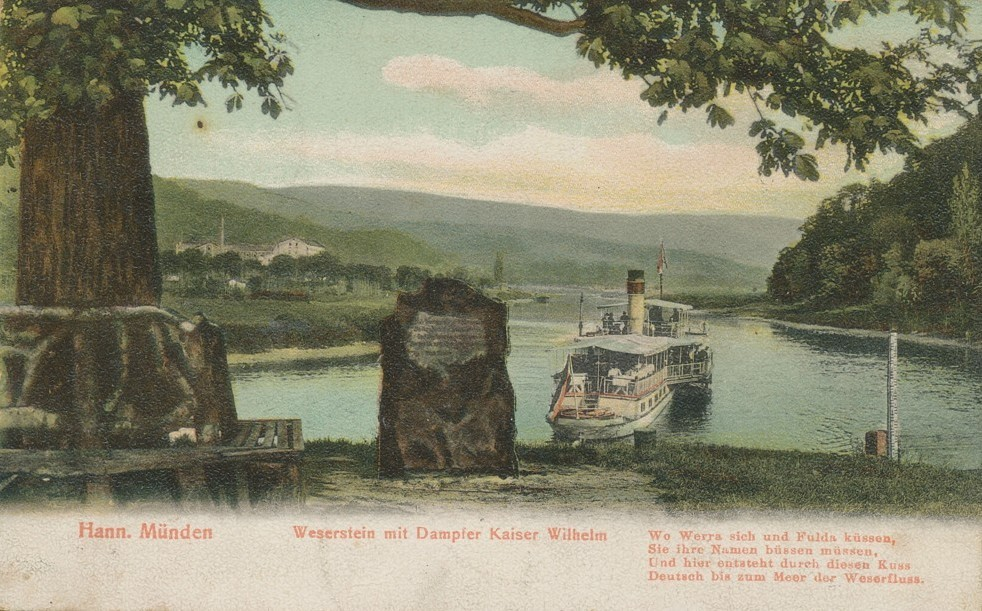
La pietra del Weser (Wesersrein) ad Hann. Münden

Con una portata di circa etwa 67 m³/s la Fulda mostra una portata media annua maggiore di quella della Werra, che a lungo, ed ancora nel primo millennio, non veniva distinta dal fiume Weser. Similmente al fiume Aar, che dopo l'immissione degli affluenti Reuss e Limmat, negli ultimi chilometri del suo percorso, ha una portata superiore a quella del Reno in cui si immette, cresce anche la Fulda solo grazie al suo affluente Eder, di più breve percorso ma con una maggiore portata d'acqua, mentre durante gran parte del proprio corso rimane al disotto di quella, costantemente crescente, della Werra. Poco prima infatti della confluenza dell'Eder la sua portata media annua è di 26,5 m³/s.
La funzione dello sbarramento sull'Eder è quella di smorzare le ondate di piena della Fulda. La sua distruzione durante la seconda guerra mondiale, provocata da un'apposita missione di bombardamento da parte della RAF nella notte fra il 16 e il 17 maggio 1943, procurò anche la grande piena della Fulda. Al Pegel Guntershausen il 17 maggio 1943 la portata venne valutata in 2800 m³/s. I due valori massimi più bassi furono quello di 980 m³/s del 9 febbraio 1946 e quello di 968 m³/s del 1º gennaio 1926. Il quarto valore massimo più alto si verificò il 24 gennaio 1995 con 747 m³/s.

## Affluenti
Gli affluenti più importanti della Fulda sono:
| Nome                                                           | Luogo    | Lunghezza [km] | Bacino [km²] | Portata ( m²) [l/s] | Distanza dall'estuario sulla Fulda-km | Altezza dell'estuario [m. sul NN] |
| -------------------------------------------------------------- | -------- | -------------- | ------------ | ------------------- | ------------------------------------- | --------------------------------- |
| Schmalnau                                                      | sinistra | 10,7           | 26,413       | 474                 | 17,6                                  | 348                               |
| Lütter                                                         | destra   | 17,5           | 50,686       | 672                 | 22,6                                  | 308                               |
| Fliede (Rüppersbach)                                           | sinistra | 22,1           | 271,424      | 3.627               | 32,8                                  | 261                               |
| Giesel                                                         | sinistra | 7,2            | 42,596       | 295                 | 34,9                                  | 253                               |
| Lüder                                                          | sinistra | 36,4           | 190,001      | 2.306               | 51,4                                  | 233                               |
| Rombach                                                        | destra   | 9,1            | 22,052       | 135                 | 63,3                                  | 220                               |
| Schlitz                                                        | sinistra | 43,3           | 314,572      | 3.715               | 65,7                                  | 218                               |
| Schwarzbach                                                    | destra   | 10,0           | 25,528       | 142                 | 74,0                                  | 212                               |
| Jossa                                                          | sinistra | 22,9           | 122,004      | 780                 | 77,8                                  | 210                               |
| Aula                                                           | sinistra | 22,6           | 124,787      | 919                 | 83,7                                  | 206                               |
| Geisbach                                                       | sinistra | 22,1           | 76,227       | 576                 | 100,3                                 | 198                               |
| Haune                                                          | destra   | 66,5           | 498,965      | 4.113               | 100,5                                 | 198                               |
| Solz                                                           | destra   | 21,4           | 91,517       | 682                 | 103,5                                 | 196                               |
| Rohrbach                                                       | sinistra | 18,0           | 73,9         | 487                 | 108,1                                 | 193                               |
| Ulfe                                                           | destra   | 10,6           | 71,542       | 552                 | 116,3                                 | 186                               |
| Solz                                                           | destra   | 10,2           | 20,016       | 158                 | 118,3                                 | 186                               |
| Bebra                                                          | destra   | 10,0           | 18,197       | 113                 | 119,8                                 | 186                               |
| Haselbach                                                      | destra   | 11,9           | 31,537       | 221                 | 121,7                                 | 185                               |
| Gude                                                           | destra   | 9,4            | 19,113       | 140                 | 128,6                                 | 182                               |
| Beise                                                          | sinistra | 20,9           | 63,204       | 447                 | 145,1                                 | 180                               |
| Pfieffe                                                        | destra   | 21,5           | 117,082      | 1.235               | 150,8                                 | 173                               |
| Kehrenbach                                                     | destra   | 12,1           | 36,228       | 359                 | 154,1                                 | 167                               |
| Mülmisch                                                       | destra   | 13,8           | 35,554       | 372                 | 160,5                                 | 160                               |
| Eder                                                           | sinistra | 176,1          | 3.360,966    | 34.791              | 175,3                                 | 143                               |
| Bauna                                                          | sinistra | 17,2           | 47,37        | 334                 | 178,3                                 | 142                               |
| Grunnelbach                                                    | sinistra | 9,2            | 24,143       | 150                 | 188,9                                 | 137                               |
| Drusel (detto anche Piccola Fulda o, in tedesco, Kleine Fulda) | sinistra | 11,4           | 11,042       | 96                  | 192,4                                 | 136                               |
| Wahlebach                                                      | destra   | 16,6           | 37,944       | 354                 | 193,5                                 | 136                               |
| Ahne                                                           | sinistra | 21,5           | 41,332       | 296                 | 193,4                                 | 136                               |
| Losse                                                          | destra   | 28,9           | 120,576      | 1.418               | 195,4                                 | 135                               |
| Nieste                                                         | destra   | 21,8           | 88,131       | 921                 | 195,8                                 | 135                               |
| Espe                                                           | sinistra | 8,6            | 24,313       | 160                 | 203,6                                 | 132                               |
| Osterbach                                                      | sinistra | 7,3            | 18,199       | 146                 | 210,8                                 | 125                               |

In particolare emerge dalla tabella che l'Eder alla sua confluenza con la Fulda, con i suoi 176.1 km di lunghezza supera di poco quest'ultima (175,3 km); inoltre la superficie del bacino idrografico del primo con 3360,966 km² supera i 2996,704 km², che la seconda annovera prima della confluenza, e anche la portata dell'Eder è fino a quel punto maggiore di quella della Fulda ( m²: 34.791 l/s contro 27.018 l/s).

## Località interessate
In ordine da monte a valle
- Poppenhausen
- Gersfeld
- Eichenzell
- Fulda
- Schlitz
- Niederaula
- Kerspenhausen
- Bad Hersfeld
- Mecklar
- Bebra (km 7,0)

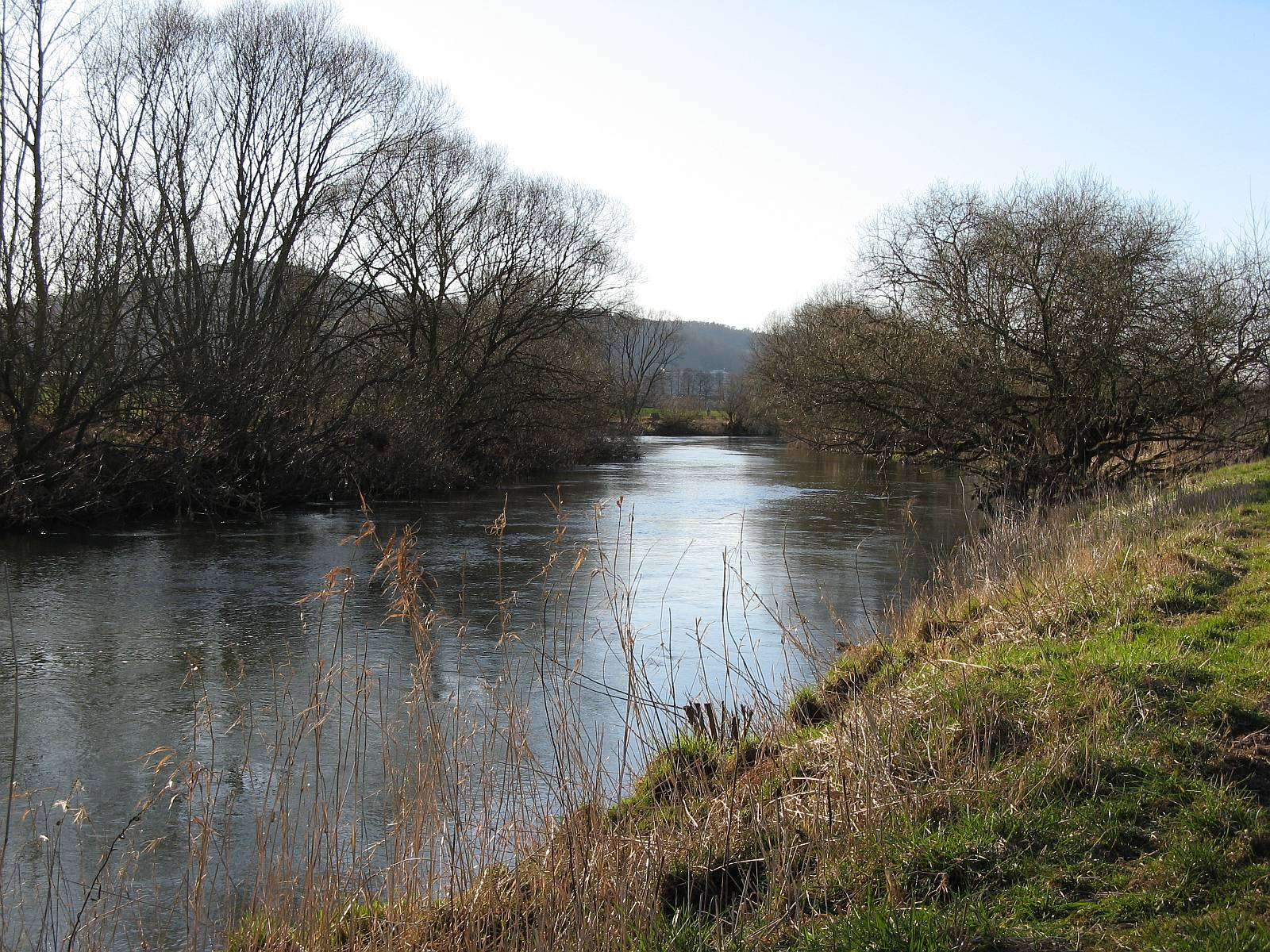
La Fulda tra Lispenhausen e Rotenburg

- Rotenburg an der Fulda (km 12,0) con sbarramento e chiusa storica
- Baumbach (km 18,0)
- Konnefeld (km 24,0)
- Morschen (km 26,8)
- Malsfeld (km 36,5)
- Melsungen (km 42,0)
- Lobenhausen (km 50,0)
- Körle (km 51,0)
- Wagenfurth (km 52,0)
- Grebenau (km 54,0)
- Büchenwerra (km 58,4)
- Guxhagen (km 61,0)

- Guntershausen (km 66,0)
- Fuldabrück (km 69,0)

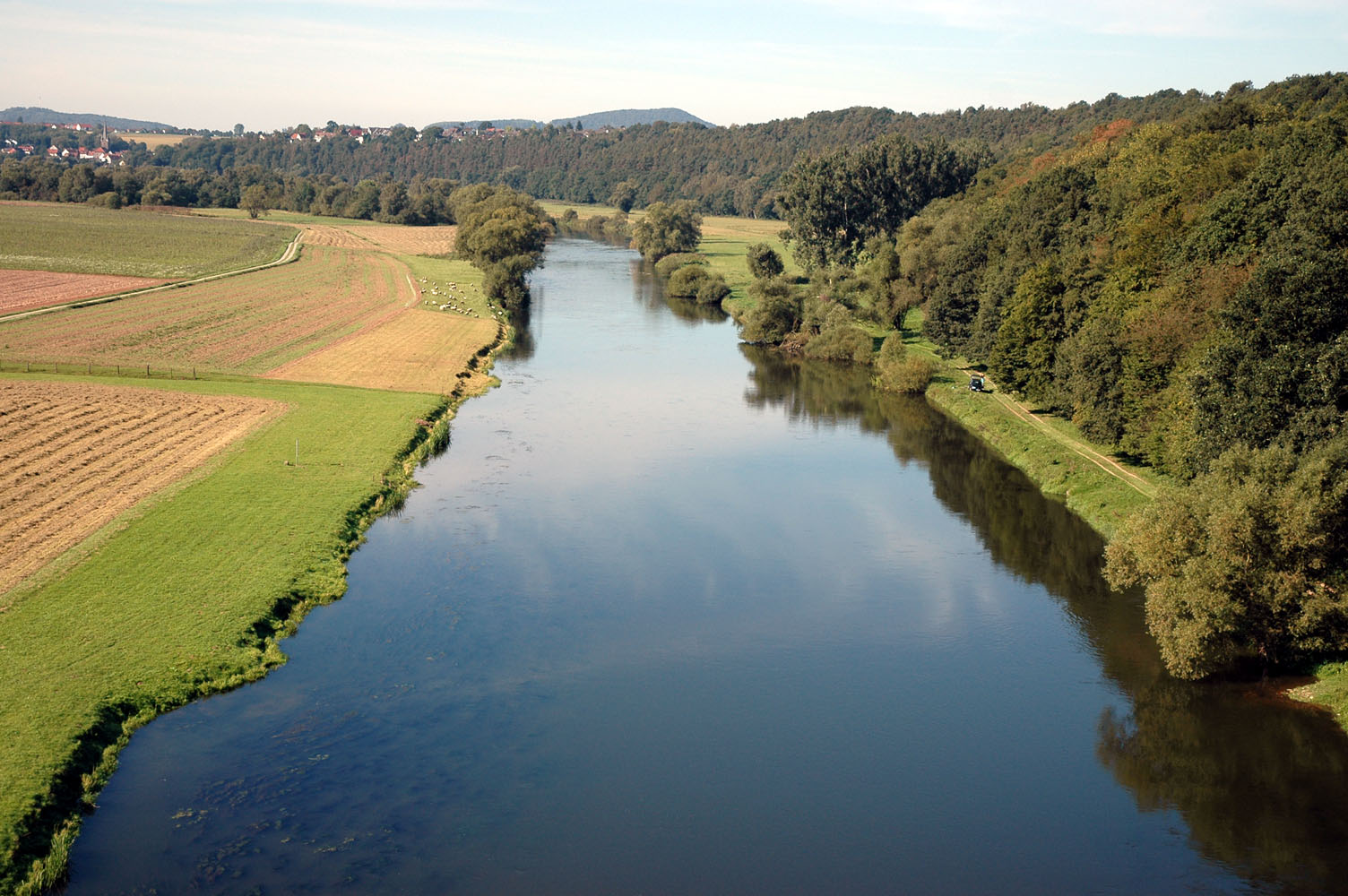
Vista sulla valle della dal viadotto del tratto ferroviario der Bebra–Kassel presso Baunatal-Guntershausen (sett. 2006)

- Kassel (km 81,0) con porto fluviale, opere di contenimento e chiusa
- Spiekershausen (km 88,5)
- Wahnhausen (km 94,7) con sbarramenti, opere di difesa e chiusa
- Speele (km 97,5)
- Wilhelmshausen (km 101,2) con sbarramento e chiusa
- Bonaforth (km 105,3), sobborgo di Hann. Münden con sbarramento e chiusa
- Hann. Münden (km 108,2) con porto, opere di contenimento e chiusa